# 南宁理工学院
南宁理工学院是位于广西壮族自治区的一所民办本科学院。
该院创办于2002年4月，是经教育部批准，以新机制（北京北方投资集团）创办、独立设置的全日制本科普通高校。学校，占地700余亩，规划总建筑面积48万平方米。拥有现代化的教学楼，功能先进的实验室、实训室；设施完备的宿舍楼、食堂、体育场馆，环境优雅、生活便利。

## 历史
2002年4月，桂林理工大学博文管理学院成立。
2020年7月13日，广西壮族自治区教育厅发布《自治区教育厅关于征求〈全区独立学院转设总体方案（征求意见稿）〉意见的函》（桂教函〔2020〕892号），建议于2020年将桂林理工大学文博管理学院转设为民办本科高校广西文理学院，校部迁往南宁市武鸣教育园区。该校定位为以理学、文学、经济学为主，区别于母体高校以电子科技为主。2021年5月17日，教育部发展规划司发布公示，拟同意该院转设为民办本科高校南宁理工学院。2021年6月，经主管部门批准，该校自当年高招起改以南宁理工学院名义招生。

## 系部设置
- 土木与工程学院
- 商学院
- 信息工程学院
- 建筑与设计学院
- 文理学院
- 思想政治理论课教学部
- 现代教育技术中心